# Момиче
Момичето е човек от женски пол в периода от раждането, през детството и юношеството до достигане на зряла възраст, когато тя се превръща в жена. Терминът също може да се използва за означаване на млада жена, и често се използва като синоним на дъщеря.
Малко повече момчета се раждат, отколкото момичета, в България през 2015 г. са се родили 34 069 момчета и 31 881 момичета.

## Пубертет
През време на пубертета телата на момичетата са подложени постепенно на физически промени, докато тялото на детето премине в тяло на възрастен, способен за полово размножаване. Пубертетът се инициира чрез хормонални сигнали от мозъка към половите жлези. В отговор на тези сигнали половите жлези произвеждат хормони, които стимулират либидото и растежа на тялото, трансформират мозъка, костите, мускулите, кръвта, кожата, косата, гърдите и половите органи.
През първата половина на пубертета тялото нараства на височина и тегло, а през втората се развиват репродуктивните органи.
Пубертетът е процес, който обикновено отнема между 10 и 16 години, но тази продължителност може да варира значително при различните момичета. Основната забележителност на пубертета при момичетата е първата менструация, която се случва средно между 12-ата и 13-ата година.